# Frauen-Rugby-Union-Nationalmannschaft der Vereinigten Staaten
Die Frauen-Rugby-Union-Nationalmannschaft der Vereinigten Staaten (englisch United States women’s national rugby union team) ist die Nationalmannschaft der Vereinigten Staaten in der Sportart Rugby Union und repräsentiert das Land bei allen Länderspielen (Test Matches) der Frauen. Die Mannschaft trägt den Spitznamen the Eagles („die Adler“), nach dem Weißkopfseeadler (Haliaeetus leucocephalus), dem Nationalvogel des nordamerikanischen Landes. Die organisatorische Verantwortung trägt der Verband USA Rugby (USAR). Das Team gilt als die beste Nationalmannschaft auf dem amerikanischen Doppelkontinent. Traditionell spielen die Vereinigten Staaten in weißen Trikots mit blauen und roten Farbakzenten, weißen Hosen mit blauen Streifen und weißen Socken.
Seine wichtigsten internationalen Auftritte hat das Team bei den alle vier Jahre stattfindenden Weltmeisterschaften. Die Vereinigten Staaten gewannen bei der ersten Austragung 1991 ihren ersten Titel und erreichten bei den beiden darauffolgenden Turnieren 1994 und 1998 ebenfalls das Finale. Jedes Jahr nimmt die Mannschaft am Turnier Pacific Four Series teil, zusammen mit Australien, Kanada und Neuseeland. Drei ehemalige Spielerinnen wurden in die World Rugby Hall of Fame aufgenommen.

## Organisation
Verantwortlich für die Organisation von Rugby Union in den Vereinigten Staaten ist USA Rugby (USAR). Der Verband wurde 1975 unter dem Namen United States of America Rugby Football Union gegründet und 1987, kurz vor der ersten Weltmeisterschaft, Vollmitglied des International Rugby Football Board (IRFB; heute World Rugby). USA Rugby ist außerdem Gründungsmitglied der North America and West Indies Rugby Association (NAWIRA; heute Rugby Americas North), die 2001 entstand, als Kanada und die USA der West Indies Rugby Association beitraten.
Die professionelle Women’s Premier League Rugby, an der sieben Mannschaften teilnehmen, ist die höchste Rugbyliga in den USA und wurde 2009 zur Entwicklung des Rugbysports gegründet. Ein Großteil der für die Nationalmannschaft antretenden Spielerinnen speist sich seitdem aus dieser Liga, weitere Spieler sind vor allem in England tätig. Darunter ist die halbprofessionelle Women’s Elite Rugby angesiedelt, die seit 2025 zwischen sechs Teams ausgetragen wird.

## Geschichte

### Ursprünge
Das Frauenrugby in den Vereinigten Staaten geht zurück auf drei im Jahr 1972 bestehende Teams: Die Colorado State University Hookers in Fort Collins, die University of Colorado Boulder in Boulder und die University of Illinois at Urbana-Champaign in Champaign (Illinois). Mitte der 1970er Jahre entstanden auch Vereine an mehreren Colleges im Land. Nach ihren Abschlüssen gründeten Spielerinnen dieser Vereine wiederum Klubs in Städten und urbanen Zentren. Zu dem Zeitpunkt gab es nur eine Division für das Frauenrugby. 1975 gründete sich der Verband United States of America Rugby Football Union (USARFU, heute USA Rugby) und umfasste vier Gebiete. Damals verfügten die Frauen über ihren eigenen Verband, der parallel wie die USARFU in vier Gebiete gegliedert war (East, Midwest, West und Pacific). 1978 wurde erstmals die Women’s National Championships ausgetragen. Gastgeber dieses Turnieres war der Chicago Women’s Rugby Club in Chicago, das der Verein aus Portland gewann.

### Frühe Jahre der Nationalmannschaft
1985 wurde erstmals eine Art Nationalmannschaft zusammengestellt. Das Auswahlteam bestand aus den damals wohl besten Spielerinnen des Landes. Das Team tourte unter dem Namen WIVERN durch England und Frankreich. Das Team beendete die Tour unbesiegt und viele der Spielerinnen wurden in den Kader für die Weltmeisterschaft 1991 berufen.
Bereits 1987 bestritten die USA ihr erstes Test Match gegen Kanada in Victoria. Dies war gleichzeitig das erste Frauenländerspiel außerhalb Europas. Obschon die Frauen nicht das Weißkopfseeadler-Logo verwenden durften, war das Spiel von Rugby Canada und USARFU genehmigt. Die USA und Kanada trafen seitdem jährlich unter der Bezeichnung CanAm series aufeinander. Die US-Amerikanerinnen waren für zehn Jahre in dieser Serie ungeschlagen.
1990 nahm die Nationalmannschaft unter dem Namen „USA Presidents 15“ am Women’s World Rugby Festival in Neuseeland teil. Das Team schloss das Turnier mit einer Gewinnbilanz von 3:1 ab und unterlag nur den Gastgeberinnen. Ein Jahr später wurde in Cardiff die erste Weltmeisterschaft ausgetragen. Unter dem walisischen Trainer Kevin O’Brien und dem Südafrikaner Chris Leach gelang den Eagles der Sieg. Im Halbfinale setzten sie sich gegen Neuseeland durch, bevor sie im Finale England schlugen. Ebenfalls 1991 wurde die erste Frau in den Vorstand der USARFU gewählt, als Jamie Jordan zur Schatzmeisterin ernannt wurde.
1997 wurde die U23-Frauen-Nationalmannschaft gegründet. Der Nationaltrainer der Nationalmannschaft, Franck Boivert, ernannte Peter Steinberg zum Trainer der U23-Auswahl. Im Rahmen der Feier zum zehnjährigen Bestehen der CanAm Series feuerte die Nationalmannschaft das U23-Team in ihrem ersten Spiel gegen Kanada an.

### Aktuelle Entwicklung

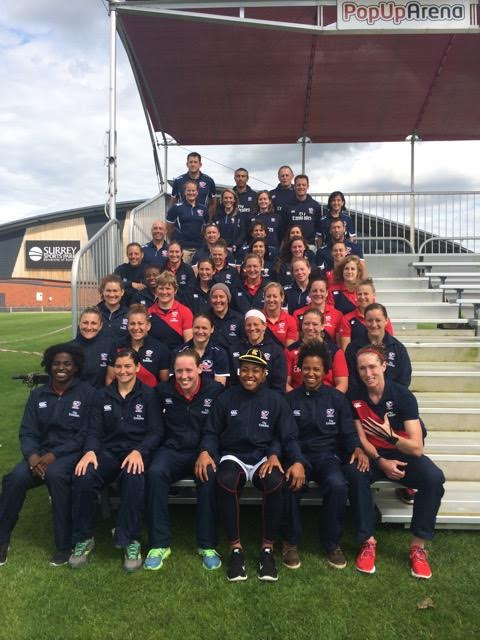
Die Vereinigten Staaten 2014

Die US-Amerikanerinnen beendeten die Weltmeisterschaft 2017 in Irland auf dem vierten Platz, womit sie sich automatisch für die darauffolgende Weltmeisterschaft 2021 in Neuseeland qualifizierten. Im Frühjahr 2018 ernannte der Verband die ehemalige Nationalspielerin Emilie Bydwell zur Generaldirektorin des Frauenhochleistungsprogrammes. Im Mai desselben Jahrs wurde Rob Cain vollzeitiger Nationaltrainer und gab dem Programm eine neue Richtung.
Das Women’s National Team Program beinhaltet eine Reihe von Altersklassen- und Entwicklungsprogrammen wie High School All-Americans (U18), Under-20s, Collegiate All-Americans und USA Selects. Alle Altersklassen- und Entwicklungsprogramme gehören zum Entwicklungsprogramm der Nationalmannschaft und Vorstufe zu den Eagles.

## Trikot, Logo und Spitzname

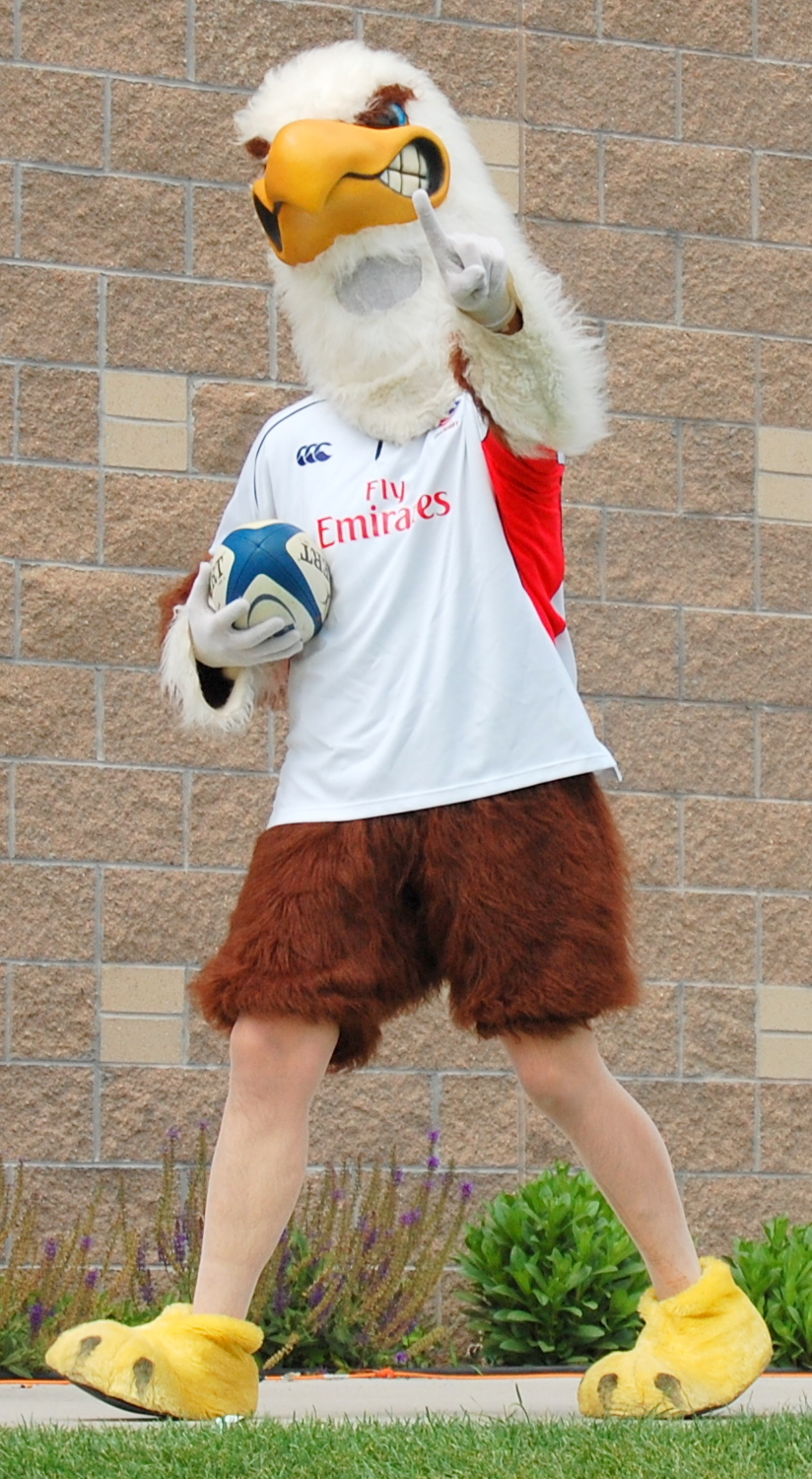
Rookie the Eagle, das Maskottchen der USA

Die Vereinigten Staaten spielen traditionell in weißen Trikots mit blauen und roten Farbakzenten, weißen Hosen mit blauen Streifen und weißen Socken. Das Auswärtstrikot ist dunkelblau mit roten und weißen Streifen, dunkelblauen Hosen mit weißen Streifen und dunkelblauen Socken.
Das Logo des Verbandes USA Rugby zeigt einen Weißkopfseeadler (Haliaeetus leucocephalus) in den Nationalfarben weiß, blau und rot, der einen Rugby-Union-Ball trägt, mit dem Schriftzug USA Rugby darunter. Der Spitzname der Nationalmannschaft lautet Eagles („Adler“) und ist vom Wappenvogel der Vereinigten Staaten, dem Weißkopfseeadler, entlehnt. Dementsprechend ist das Maskottchen ein Weißkopfseeadler und trägt den Namen Rookie the Eagle.

## Stadien
Wie in den Rugbynationen Frankreich, Irland, Italien, Kanada, Neuseeland, Schottland, Südafrika und Wales gibt es in den Vereinigten Staaten kein offizielles „Nationalstadion“, vielmehr absolvieren die Eagles in zahlreichen verschiedenen Orten der Vereinigten Staaten ihre Heimspiele.

## Test Matches
Die Vereinigten Staaten haben 67 ihrer bisher 153 Test Matches gewonnen, was einer Gewinnquote von 43,79 % entspricht. Die Statistik der Test Matches der Vereinigten Staaten gegen alle Nationen, alphabetisch geordnet, ist wie folgt (Stand: 12. Januar 2025):
| Land        | Spiele | Gewonnen | Unent- schieden | Verloren | % Siege |
| ----------- | ------ | -------- | --------------- | -------- | ------- |
| Australien  | 8      | 6        | 0               | 2        | 75,00   |
| England     | 21     | 1        | 0               | 20       | 4,76    |
| Frankreich  | 14     | 2        | 1               | 11       | 14,29   |
| Irland      | 9      | 5        | 0               | 4        | 55,56   |
| Italien     | 4      | 2        | 0               | 2        | 50,00   |
| Japan       | 4      | 3        | 0               | 1        | 75,00   |
| Kanada      | 46     | 19       | 0               | 27       | 41,30   |
| Kasachstan  | 2      | 2        | 0               | 0        | 100,00  |
| Neuseeland  | 16     | 1        | 0               | 15       | 6,25    |
| Niederlande | 3      | 3        | 0               | 0        | 100,00  |
| Russland    | 1      | 1        | 0               | 0        | 100,00  |
| Samoa       | 1      | 1        | 0               | 0        | 100,00  |
| Schottland  | 7      | 5        | 0               | 2        | 71,43   |
| Schweden    | 1      | 1        | 0               | 0        | 100,00  |
| Sowjetunion | 2      | 2        | 0               | 0        | 100,00  |
| Spanien     | 4      | 4        | 0               | 0        | 100,00  |
| Südafrika   | 6      | 5        | 0               | 1        | 83,33   |
| Wales       | 4      | 4        | 0               | 0        | 100,00  |
| Gesamt      | 153    | 67       | 2               | 84       | 43,79   |

## Rivalitäten mit anderen Nationalmannschaften
Der größte Rivale der Vereinigten Staaten im Rugby Union ist Kanada. Die Vereinigten Staaten bestritten mehr Test Matches gegen den nördlichen Nachbarn als gegen jedes andere Land. Beide Mannschaften trafen 1987 erstmals aufeinander und von den 46 bisherigen Begegnungen gewannen die Vereinigten Staaten 19, während Kanada 27 für sich entschied. Die Vereinigten Staaten und Kanada gehören im Frauenrugby zu den erfolgreichsten Teams bei Weltmeisterschaften, so gewannen die US-Amerikanerinnen die erste Weltmeisterschaft 1991 und erreichten die beiden darauffolgenden Male das Finale, während die Kanadierinnen 2014 das Finale erreichten. Bisher trafen beide Teams bei drei Weltmeisterschaften viermal aufeinander: 1998, 2010 und gleich zweimal bei der WM 2021, die verzögert 2022 ausgetragen wurde. Seit 2021 treffen beide Mannschaften im Rahmen der jährlichen Pacific Four Series aufeinander, an der auch Australien und Neuseeland teilnehmen. Von 1987 bis 1999 blieben die Vereinigten Staaten bei neun Test Matches in Folge unbesiegt, seit 2019 konnte Kanada diese Serie einstellen und ebenfalls neun Spiele für sich entscheiden.
Die Vereinigten Staaten pflegen auch eine gewisse Rivalität mit England. Von den 21 bisherigen Begegnungen gewann England 20 und die Vereinigten Staaten eine. So trafen die Vereinigten Staaten bei zwei Endspielteilnahmen auf England (mit jeweils einem Sieg und einer Niederlage).

## Erfolge

### Weltmeisterschaften
Die Vereinigten Staaten haben bisher an jeder Weltmeisterschaft teilgenommen und konnten das Turnier einmal gewinnen: Bei der ersten Austragung 1991.
| Jahr | Resultat                   | Spiele                     | Siege                      | Unent.                     | Ndlg.                      | +/-                        | Punkte                     |
| ---- | -------------------------- | -------------------------- | -------------------------- | -------------------------- | -------------------------- | -------------------------- | -------------------------- |
| 1991 | Weltmeisterinnen           | 4                          | 4                          | 0                          | 0                          | 79:6                       | –                          |
| 1994 | 2. Platz                   | 5                          | 4                          | 0                          | 1                          | 387:53                     | –                          |
| 1998 | 2. Platz                   | 5                          | 4                          | 0                          | 1                          | 200:76                     | –                          |
| 2002 | 7. Platz                   | 4                          | 2                          | 0                          | 2                          | 124:43                     | 4                          |
| 2006 | 5. Platz                   | 5                          | 4                          | 0                          | 1                          | 87:47                      | 9                          |
| 2010 | 5. Platz                   | 5                          | 3                          | 0                          | 2                          | 136:82                     | 5                          |
| 2014 | 6. Platz                   | 5                          | 2                          | 0                          | 3                          | 95:139                     | 6                          |
| 2017 | 4. Platz                   | 5                          | 2                          | 0                          | 3                          | 128:135                    | 11                         |
| 2021 | Viertelfinale              | 4                          | 1                          | 0                          | 3                          | 65:100                     | 5                          |
| 2025 | qualifiziert               | qualifiziert               | qualifiziert               | qualifiziert               | qualifiziert               | qualifiziert               | qualifiziert               |
| 2029 | noch ausstehend            | noch ausstehend            | noch ausstehend            | noch ausstehend            | noch ausstehend            | noch ausstehend            | noch ausstehend            |
| 2033 | qualifiziert als Gastgeber | qualifiziert als Gastgeber | qualifiziert als Gastgeber | qualifiziert als Gastgeber | qualifiziert als Gastgeber | qualifiziert als Gastgeber | qualifiziert als Gastgeber |

### Pacific Four Series
Das einzige jährliche Turnier der Vereinigten Staaten ist die Pacific Four Series, bei der das Team gegen drei andere pazifische Mannschaften antritt: Australien, Kanada und Neuseeland. Die Pacific Four Series wurde 2021 zwischen Kanada und den Vereinigten Staaten erstmals ausgetragen, 2022 kamen Australien und Neuseeland hinzu. Den US-Amerikanerinnen gelang noch kein Turniersieg.

## Spielerinnen

### Aktueller Kader
Die folgenden Spielerinnen bildeten den Kader während der WXV 1 2024:
| Spielerin        | Position         | Verein                        | Länderspiele |
| ---------------- | ---------------- | ----------------------------- | ------------ |
| Cassidy Bargell  | Gedrängehalb     | Beantown                      | 02           |
| Sophie Pyrz      | Gedrängehalb     | Life West Gladiatrix / Rhinos | 02           |
| Taina Tukuafu    | Gedrängehalb     | Berkeley All Blues            | 10           |
| Gabby Cantorna   | Verbinderin      | Exeter Chiefs                 | 30           |
| McKenzie Hawkins | Verbinderin      | Colorado Grey Wolves          | 17           |
| Emily Henrich    | Innendreiviertel | Leicester Tigers              | 18           |
| Atumata Hingano  | Innendreiviertel | USA Sevens                    | 06           |
| Alev Kelter      | Innendreiviertel | Loughborough Lightning        | 23           |
| Rachel Ehrecke   | Außendreiviertel | Colorado Grey Wolves          | 15           |
| Rachel Johnson   | Außendreiviertel | Exeter Chiefs                 | 29           |
| Cheta Emba       | Schlussfrau      | USA Sevens                    | 09           |
| Tess Feury       | Schlussfrau      | Leicester Tigers              | 28           |
| Bulou Mataitoga  | Schlussfrau      | Loughborough Lightning        | 18           |

| Spielerin           | Position               | Mannschaft             | Länderspiele |
| ------------------- | ---------------------- | ---------------------- | ------------ |
| Paige Stathopoulos  | Haklerin               | Beantown               | 10           |
| Joanne Faʻavesi     | Haklerin               | USA Sevens             | 07           |
| Kathryn Treder      | Haklerin               | Loughborough Lightning | 22           |
| Catie Benson        | Pfeiler                | Sale Sharks            | 45           |
| Charli Jacoby       | Pfeiler                | Exeter Chiefs          | 29           |
| Erica Jarrell       | Pfeiler                | Sale Sharks            | 10           |
| Maya Learned        | Pfeiler                | Colorado Gray Wolves   | 13           |
| Alivia Leatherman   | Pfeiler                | Life West Gladiatrix   | 05           |
| Hope Rogers         | Pfeiler                | Exeter Chiefs          | 47           |
| Keia Mae Sagapiolu  | Pfeiler                | Leicester Tigers       | 11           |
| Emerson Allen       | Zweite-Reihe-Stürmerin | Life West Gladiatrix   | 01           |
| Tahlia Brody        | Zweite-Reihe-Stürmerin | Leicester Tigers       | 12           |
| Summer Harris-Jones | Flügelstürmerin        | USA Sevens             | 04           |
| Tessa Hann          | Flügelstürmerin        | USA Sevens             | 11           |
| Kris Thomas         | Flügelstürmerin        | Colorado Gray Wolves   | 01           |
| Kate Zackary        | Nummer Acht            | Ealing Trailfinders    | 37           |

### Bekannte Spielerinnen
Drei ehemalige US-amerikanische Spielerinnen wurden aufgrund ihrer herausragenden Leistungen in die World Rugby Hall of Fame aufgenommen:
| Spielerin      | Position        | Aufnahme |
| -------------- | --------------- | -------- |
| Kathy Flores   | Nummer Acht     | 2022     |
| Patty Jervey   | Flügelstürmerin | 2014     |
| Phaidra Knight | Flügelstürmerin | 2017     |

## Trainer
Folgende Personen waren Trainer der US-amerikanischen Nationalmannschaft:
| Name             | Jahre     |
| ---------------- | --------- |
| Kevin O’Brien    | 1991      |
| Franck Boivert   | 1994      |
| Martin Gallagher | 2002      |
| Kathy Flores     | 2002–2011 |
| Peter Steinberg  | 2011–2017 |
| Rob Cain         | 2018–2024 |
| Sione Fukofuka   | seit 2024 |